# Pelargonium caroli-henrici
Pelargonium caroli-henrici är en näveväxtart som beskrevs av B. Nordenstam. Pelargonium caroli-henrici ingår i släktet pelargoner, och familjen näveväxter. Inga underarter finns listade i Catalogue of Life.